# Alfa del Telescopi
Alfa del Telescopi (α Telescopii) és l'estrella més brillant en la constel·lació del Telescopi.
És una estrella de tipus B subgegant (blau-blanca) amb una magnitud aparent de +3.49. Se situa a aproximadament 249 anys llum de la Terra. Encara que no té nom propi habitual, a la Xina era coneguda com a We, «perill».